# 迪生唱片
迪生唱片，英文：DMI，全稱Dickson Music Industries Ltd，於1986年8月1日成立，由著名高級鐘錶珠寶及名牌服裝代理商潘迪生旗下的廸生娛樂影業有限公司（Dickson Pictures And Entertainment Ltd）與香港EMI唱片合資經營。廸生娛樂佔60%股份，EMI佔40%。EMI團隊負責唱片製作及發行。

## 成立背景
八十年代香港娛樂事業日漸蓬勃，投資其中有利可圖，吸引了潘迪生的投資興趣。1984年潘迪生已經與洪金寶和岑建勳合資創立了「德寶電影公司」（德寶的投資人股份比例為潘迪生60%、洪金寶25%及岑建勳15%），在制作電影過程當中，潘迪生意識到音樂與歌曲也是重要的一環，同時電影與音樂亦可以為他旗下公司代理的高級鐘錶珠寶和名牌服裝品牌提供廣告渠道，兩者相輔相成，因此潘迪生便決定與香港EMI唱片合組DMI唱片公司。
潘迪生先於1986年7月創立了廸生娛樂公司，緊接著便於8月通過此公司與EMI成立了DMI唱片公司。
潘迪生在1986年的DMI首個記者招待會上曾如此表達了他的經營理念：「在出唱片方面，是貴精不貴多，並不是在固定時間，一定要出多少張唱片，所以在經營方面，較為輕鬆。」
當時負責唱片製作及發行的EMI團隊，主要有董事總經理馮添枝Ricky Fung，制作部的楊雲驃Albert Young、王醒陶James Wong和陶贊新Jentzon Too以及宣傳部的趙月英Teresa Chiu、Derek Yu(藝名余夫生)、葉鏡球Allan Ip和馬萬成Vincent Ma。1989年後製作部還有楊喬興Patrick Yeung加入。
迪生娛樂亦涉足演唱會製作，例如「陳百強86前進演唱會」，「林子祥87演唱會」和「陳百強88存真演唱會」。
DMI只曾有陳百強及鄺美雲兩位簽約歌手，首張發行的專輯是1986年9月陳百強的《凝望》大碟。1988年年末陳百強約滿離開DMI，隨即1989年鄺美雲加盟，首張大碟為1989年12月發行的《心中有愛》。DMI發行的最後一張大碟為1992年鄺美雲的《愛讓每個人都心碎》，最後一張專輯則是1993年《陳百強至愛紀念集》精選。

## 歌手列表（1986－1995年）

### 男
- 陳百強（1986－1988年）1989年轉到華納唱片，1993年逝世

### 女
- 鄺美雲（1989－1993年）1993年轉到科藝百代 ，1998年退出歌壇